# Брадфорд (Илиноис)
Брадфорд (енгл. Bradford) град је у америчкој савезној држави Илиноис.

## Демографија
По попису из 2010. године број становника је 768, што је 19 (-2,4%) становника мање него 2000. године.
| Група             | 2000.       | 2010.       |
| Белци             | 774 (98,3%) | 741 (96,5%) |
| Афроамериканци    | 0 (0,0%)    | 6 (0,8%)    |
| Азијати           | 4 (0,5%)    | 0 (0,0%)    |
| Хиспаноамериканци | 8 (1,0%)    | 19 (2,5%)   |
| Укупно            | 787         | 768         |